# NGC 3605
NGC 3605 este o galaxie eliptică situată în constelația Leul. A fost descoperită în 14 martie 1784 de către William Herschel. Se află la o distanță de 20,04 de megaparseci de Pământ.